# André Wouters
André Wouters (em neerlandês: Andries Wouters) foi um padre católico holandês que serviu como pároco em Heinenoord. Ele é listado entre os Mártires de Gorcum, mortos no ano de 1572 por calvinistas.

## Biografia

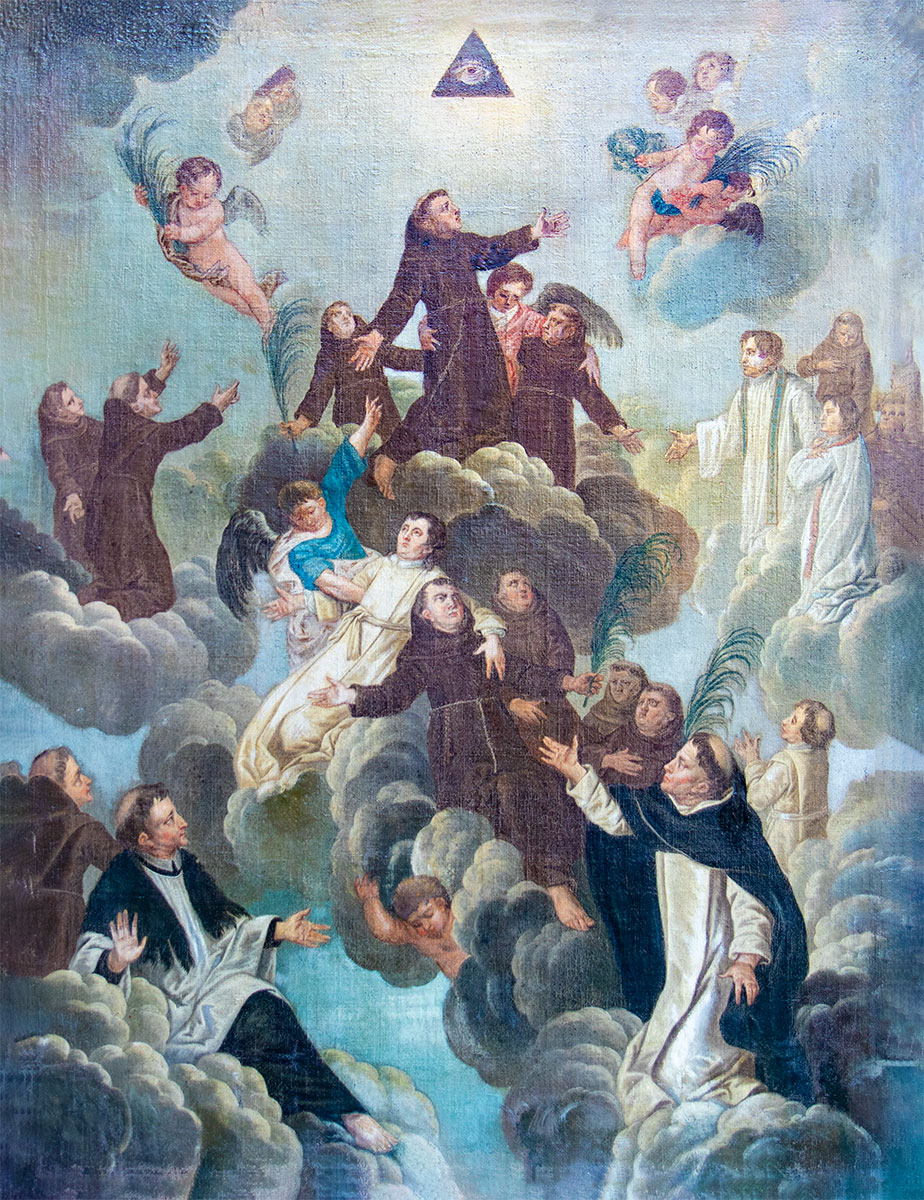
Pintura a óleo de Johan Zierneels representando os Mártires de Gorcum

André Wouters nasceu em 1542. Ele foi ordenado sacerdote secular na Diocese de Haarlem e atuou como pároco em sua cidade natal, Heinenoord. Segundo documentos antigos, ali ele morou junto de uma mulher "como homem casado". Também era conhecido pela embriaguez pública e por ser pai de inúmeros filhos, após ter se relacionado com várias mulheres. Pelos escândalos, chegou a ser suspenso de seus deveres sacerdotais.
Durante a revolta holandesa contra os espanhóis, um grupo formado por rebeldes calvinistas se organizou para lutar contra a Igreja Católica na Holanda. Em junho de 1572, a cidade de Gorcum caiu para os holandeses, e os rebeldes capturaram nove frades franciscanos, dois irmãos leigos e também um pároco com seu assistente. Eles se juntaram a outros dois clérigos que já estavam presos. Mais quatro, incluindo André Wouters, foram capturados em 26 de junho e mantidos junto deles.
Durante a prisão e os interrogatórios, eles foram torturados, apesar de Guilherme de Orange ter ordenado que fossem libertos sem que passassem por agressões. Eles foram incentivados a abandonar sua fé na transubstanciação e na primazia papal, no entanto todos se recusaram.
No dia 6 de julho de 1572, os dezenove foram transferidos em dois grupos para Brielle, a fim de serem julgados por Guilherme de La Mark, líder dos chamados "Mendigos do Mar", e ali chegaram a 8 de julho. Enquanto eram transferidos, a embarcação que os levava ancorou no porto de Dordrecht, onde as roupas dos religiosos foram arrancadas e vendidas, sendo deixados em exibição pública apenas de roupa íntima. As multidões correram para ver o que teria se tornado um espetáculo, bem como para vaiá-los.
Em 9 de julho, La Mark mandou enforcar os 19 religiosos em um galpão de turfa. Enquanto a corda era amarrada no pescoço de André, os captores começaram a provocá-lo sobre sua vida. Em resposta a eles, exclamou por suas últimas palavras: "Fornicador eu sempre fui; herege eu nunca fui".

## Veneração

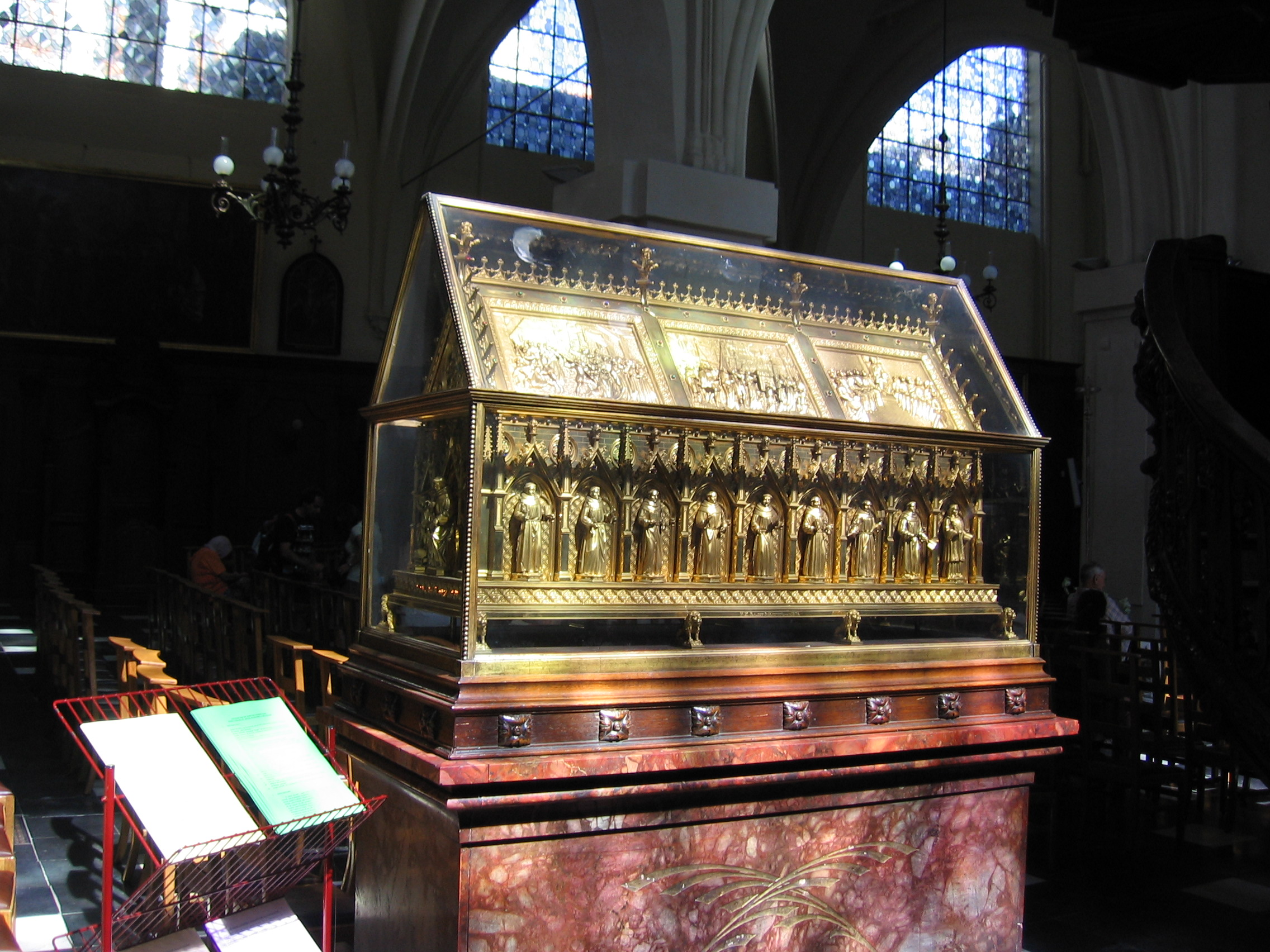
Relicário dos mártires na Igreja de São Nicolau em Bruxelas

André Wouters e seus companheiros mártires foram beatificados pelo Papa Clemente X em 1675, pouco mais de um século após suas mortes, depois que alguns acontecimentos milagrosos foram atribuídos a intercessão dos religiosos.
Em 29 de junho de 1867, eles foram canonizados pelo Papa Pio IX durante a Festa de São Pedro e São Paulo em 1867, como parte das grandes celebrações do 1800.º aniversário dos martírios dos dois apóstolos.
Brielle, o local do martírio, foi local de muitas peregrinações e procissões antes que as relíquias dos mártires fossem transladadas para a Igreja de São Nicolau em Bruxelas, na Bélgica.